# Hàrpal (ambaixador)
Hàrpal (en llatí Harpalus, en grec antic Ἅρπαλος) fou el cap dels ambaixadors enviats per Perseu de Macedònia a Roma el 172 aC per contestar a les queixes del rei Èumenes II de Pèrgam. Hàrpal va ofendre als romans pel to vehement emprat en els seus discursos, el que encara va contribuir a exasperar més l'hostilitat romana contra Perseu, segons Titus Livi i Appià.